# Medalhistas olímpicos do remo (masculino)
O remo é um esporte disputado em Jogos Olímpicos desde Paris 1900. Em sua história, teve diversas provas, algumas das quais retiradas do programa olímpico. Estes são os medalhistas olímpicos do esporte:

## Programa atual

### Skiff simples
| Evento                           | Ouro                                  | Prata                                          | Bronze                                           |
| -------------------------------- | ------------------------------------- | ---------------------------------------------- | ------------------------------------------------ |
| Paris 1900 (detalhes)            | Hermann Barrelet FRA França           | André Gaudin FRA França                        | George Saint Ashe GBR Grã-Bretanha               |
| St. Louis 1904 (detalhes)        | Frank Greer USA Estados Unidos        | James Juvenal USA Estados Unidos               | Constance Titus USA Estados Unidos               |
| Londres 1908 (detalhes)          | Harry Blackstaffe GBR Grã-Bretanha    | Alexander McCulloch GBR Grã-Bretanha           | Bernhard von Gaza GER Alemanha                   |
| Londres 1908 (detalhes)          | Harry Blackstaffe GBR Grã-Bretanha    | Alexander McCulloch GBR Grã-Bretanha           | Károly Levitzky HUN Hungria                      |
| Estocolmo 1912 (detalhes)        | William Kinnear GBR Grã-Bretanha      | Polydore Veirman BEL Bélgica                   | Everard Butler CAN Canadá Mart Kuusik RUS Rússia |
| Antuérpia 1920 (detalhes)        | John B. Kelly Sr. USA Estados Unidos  | Jack Beresford GBR Grã-Bretanha                | Darcy Hadfield NZL Nova Zelândia                 |
| Paris 1924 (detalhes)            | Jack Beresford GBR Grã-Bretanha       | William Gilmore USA Estados Unidos             | Josef Schneider SUI Suíça                        |
| Amsterdã 1928 (detalhes)         | Henry "Bobby" Pearce AUS Austrália    | Kenneth Myers USA Estados Unidos               | David Collet GBR Grã-Bretanha                    |
| Los Angeles 1932 (detalhes)      | Henry "Bobby" Pearce AUS Austrália    | William Miller USA Estados Unidos              | Guillermo Douglas URU Uruguai                    |
| Berlim 1936 (detalhes)           | Gustav Schäfer GER Alemanha           | Josef Hasenöhrl AUT Áustria                    | Daniel Barrow USA Estados Unidos                 |
| Londres 1948 (detalhes)          | Mervyn Wood AUS Austrália             | Eduardo Risso URU Uruguai                      | Romolo Catasta ITA Itália                        |
| Helsinque 1952 (detalhes)        | Yuri Tyukalov URS União Soviética     | Mervyn Wood AUS Austrália                      | Teodor Kocerka POL Polônia                       |
| Melbourne 1956 (detalhes)        | Vyacheslav Ivanov URS União Soviética | Stuart MacKenzie AUS Austrália                 | John B. Kelly Jr. USA Estados Unidos             |
| Roma 1960 (detalhes)             | Vyacheslav Ivanov URS União Soviética | Achim Hill EUA Equipe Alemã Unida              | Teodor Kocerka POL Polônia                       |
| Tóquio 1964 (detalhes)           | Vyacheslav Ivanov URS União Soviética | Achim Hill EUA Equipe Alemã Unida              | Gottfried Kottmann SUI Suíça                     |
| Cidade do México 1968 (detalhes) | Jan Wienese NED Países Baixos         | Jochen Meißner FRG Alemanha Ocidental          | Alberto Demiddi ARG Argentina                    |
| Munique 1972 (detalhes)          | Yuri Malishev URS União Soviética     | Alberto Demiddi ARG Argentina                  | Wolfgang Güldenpfennig GDR Alemanha Oriental     |
| Montreal 1976 (detalhes)         | Pertti Karppinen FIN Finlândia        | Peter-Michael Kolbe FRG Alemanha Ocidental     | Joachim Dreifke GDR Alemanha Oriental            |
| Moscou 1980 (detalhes)           | Pertti Karppinen FIN Finlândia        | Vasil Yakusha URS União Soviética              | Peter Kersten GDR Alemanha Oriental              |
| Los Angeles 1984 (detalhes)      | Pertti Karppinen FIN Finlândia        | Peter-Michael Kolbe FRG Alemanha Ocidental     | Robert Mills CAN Canadá                          |
| Seul 1988 (detalhes)             | Thomas Lange GDR Alemanha Oriental    | Peter-Michael Kolbe FRG Alemanha Ocidental     | Eric Verdonk NZL Nova Zelândia                   |
| Barcelona 1992 (detalhes)        | Thomas Lange GER Alemanha             | Václav Chalupa TCH Checoslováquia              | Kajetan Broniewski POL Polônia                   |
| Atlanta 1996 (detalhes)          | Xeno Muller SUI Suíça                 | Derek Porter CAN Canadá                        | Thomas Lange GER Alemanha                        |
| Sydney 2000 (detalhes)           | Rob Waddell NZL Nova Zelândia         | Xeno Muller SUI Suíça                          | Marcel Hacker GER Alemanha                       |
| Atenas 2004 (detalhes)           | Olaf Tufte NOR Noruega                | Jüri Jaanson EST Estônia                       | Ivo Yanakiev BUL Bulgária                        |
| Pequim 2008 (detalhes)           | Olaf Tufte NOR Noruega                | Ondřej Synek CZE República Checa               | Mahé Drysdale NZL Nova Zelândia                  |
| Londres 2012 (detalhes)          | Mahé Drysdale NZL Nova Zelândia       | Ondřej Synek CZE República Checa               | Alan Campbell GBR Grã-Bretanha                   |
| Rio 2016 (detalhes)              | Mahé Drysdale NZL Nova Zelândia       | Damir Martin CRO Croácia                       | Ondřej Synek CZE República Checa                 |
| Tóquio 2020 (detalhes)           | Stefanos Ntouskos GRE Grécia          | Kjetil Borch NOR Noruega                       | Damir Martin CRO Croácia                         |
| Paris 2024 (detalhes)            | Oliver Zeidler GER Alemanha           | Yauheni Zalaty AIN Atletas Individuais Neutros | Simon van Dorp NED Países Baixos                 |

### Skiff duplo
| Evento                           | Ouro                                                       | Prata                                                   | Bronze                                                   |
| -------------------------------- | ---------------------------------------------------------- | ------------------------------------------------------- | -------------------------------------------------------- |
| St. Louis 1904 (detalhes)        | USA Estados Unidos John Mulcahy William Varley             | USA Estados Unidos Jamie McLoughlin John Hoben          | USA Estados Unidos Joseph Ravannack John Wells           |
| Antuérpia 1920 (detalhes)        | USA Estados Unidos Paul Costello John B. Kelly Sr.         | ITA Itália Pietro Annoni Erminio Dones                  | FRA França Gaston Giran Alfred Plé                       |
| Paris 1924 (detalhes)            | USA Estados Unidos Paul Costello John B. Kelly Sr.         | FRA França Marc Detton Jean-Pierre Stock                | SUI Suíça Rudolf Bosshard Heinrich Thoma                 |
| Amsterdã 1928 (detalhes)         | USA Estados Unidos Paul Costello Charles McIlvaine         | CAN Canadá Joseph Wright Jr. Jack Guest                 | AUT Áustria Leo Losert Viktor Flessl                     |
| Los Angeles 1932 (detalhes)      | USA Estados Unidos Kenneth Myers William Gilmore           | GER Alemanha Herbert Buhtz Gerhard Boetzelen            | CAN Canadá Charles Pratt Noel De Mille                   |
| Berlim 1936 (detalhes)           | GBR Grã-Bretanha Jack Beresford Dick Southwood             | GER Alemanha Willi Kaidel Joachim Pirsch                | POL Polônia Roger Verey Jerzy Ustupski                   |
| Londres 1948 (detalhes)          | GBR Grã-Bretanha Richard Burnell Bertie Bushnell           | DEN Dinamarca Ebbe Parsner Aage Larsen                  | URU Uruguai William Jones Juan Rodríguez                 |
| Helsinque 1952 (detalhes)        | ARG Argentina Tranquilo Cappozzo Eduardo Guerrero          | URS União Soviética Georgiy Zhylin Ihor Yemchuk         | URU Uruguai Miguel Seijas Juan Rodríguez                 |
| Melbourne 1956 (detalhes)        | URS União Soviética Aleksandr Berkutov Yuri Tyukalov       | USA Estados Unidos Bernard Costello, Jr. James Gardiner | AUS Austrália Murray Riley Mervyn Wood                   |
| Roma 1960 (detalhes)             | TCH Checoslováquia Václav Kozák Pavel Schmidt              | URS União Soviética Aleksandr Berkutov Yuri Tyukalov    | SUI Suíça Ernst Huerlimann Rolf Larcher                  |
| Tóquio 1964 (detalhes)           | URS União Soviética Boris Dubrovsky Oleg Tyurin            | USA Estados Unidos Seymour Cromwell James Storm         | TCH Checoslováquia Vladimír Andrs Pavel Hofman           |
| Cidade do México 1968 (detalhes) | URS União Soviética Anatoly Sass Aleksandr Timoshinin      | NED Países Baixos Henricus Droog Leendert Van Dis       | USA Estados Unidos John Nunn William Maher               |
| Munique 1972 (detalhes)          | URS União Soviética Aleksandr Timoshinin Gennadi Korshikov | NOR Noruega Frank Hansen Svein Thøgersen                | GDR Alemanha Oriental Joachim Böhmer Hans-Ulrich Schmied |
| Montreal 1976 (detalhes)         | NOR Noruega Frank Hansen Alf Hansen                        | GBR Grã-Bretanha Chris Baillieu Michael Hart            | GDR Alemanha Oriental Hans Ulrich Schmied Jurgen Bertov  |
| Moscou 1980 (detalhes)           | GDR Alemanha Oriental Joachim Dreifke Klaus Kroppelien     | YUG Iugoslávia Zoran Pančić Milorad Stanulov            | TCH Checoslováquia Zdeněk Pecka Václav Vochoska          |
| Los Angeles 1984 (detalhes)      | USA Estados Unidos Brad Alan Lewis Paul Enquist            | BEL Bélgica Pierre-Marie Deloof Dirk Crois              | YUG Iugoslávia Zoran Pančić Milorad Stanulov             |
| Seul 1988 (detalhes)             | NED Países Baixos Nico Rienks Ronald Florijn               | SUI Suíça Beat Schwerzmann Ueli Bodenmann               | URS União Soviética Aleksandr Marchenko Vasily Yakusha   |
| Barcelona 1992 (detalhes)        | AUS Austrália Peter Antonie Stephen Hawkins                | AUT Áustria Arnold Jonke Christoph Zerbst               | NED Países Baixos Nico Rienks Henk-Jan Zwolle            |
| Atlanta 1996 (detalhes)          | ITA Itália Agostino Abbagnale Davide Tizzano               | NOR Noruega Steffen Skår Størseth Kjetil Undset         | FRA França Frederic Kowal Samuel Barathay                |
| Sydney 2000 (detalhes)           | SLO Eslovênia Luka Špik Iztok Čop                          | NOR Noruega Olaf Tufte Fredrik Bekken                   | ITA Itália Giovanni Calabrese Nicola Sartori             |
| Atenas 2004 (detalhes)           | FRA França Sébastien Vieilledent Adrien Hardy              | SLO Eslovênia Luka Špik Iztok Čop                       | ITA Itália Rossano Galtarossa Alessio Sartori            |
| Pequim 2008 (detalhes)           | AUS Austrália David Crawshay Scott Brennan                 | EST Estônia Tõnu Endrekson Jüri Jaanson                 | GBR Grã-Bretanha Matthew Wells Stephen Rowbotham         |
| Londres 2012 (detalhes)          | NZL Nova Zelândia Nathan Cohen Joseph Sullivan             | ITA Itália Romano Battisti Alessio Sartori              | SLO Eslovênia Iztok Čop Luka Špik                        |
| Rio 2016 (detalhes)              | CRO Croácia Martin Sinković Valent Sinković                | LTU Lituânia Mindaugas Griškonis Saulius Ritter         | NOR Noruega Kjetil Borch Olaf Tufte                      |
| Tóquio 2020 (detalhes)           | FRA França Hugo Boucheron Matthieu Androdias               | NED Países Baixos Melvin Twellaar Stef Broenink         | CHN China Liu Zhiyu Zhang Liang                          |
| Paris 2024 (detalhes)            | ROU Romênia Andrei Cornea Marian Enache                    | NED Países Baixos Melvin Twellaar Stef Broenink         | IRL Irlanda Daire Lynch Philip Doyle                     |

### Skiff quádruplo
| Evento                      | Ouro                                                                                             | Prata                                                                                  | Bronze                                                                           |
| --------------------------- | ------------------------------------------------------------------------------------------------ | -------------------------------------------------------------------------------------- | -------------------------------------------------------------------------------- |
| Montreal 1976 (detalhes)    | GDR Alemanha Oriental Wolfgang Güldenpfennig Rudiger Reiche Karl Heinz Bussert Michael Wolfgramm | URS União Soviética Yevgeny Duleev Yuri Yakimov Aivar Lazdenieks Vitautas Butkus       | TCH Checoslováquia Jaroslav Helebrand Zdenek Pecka Vaclav Vochoska Vladek Lacina |
| Moscou 1980 (detalhes)      | GDR Alemanha Oriental Frank Dundr Carsten Bunk Uwe Heppner Martin Winter                         | URS União Soviética Yuri Shapochka Yevgeny Barbakov Valery Kleshnev Nikolai Dovgan     | BUL Bulgária Mintcho Nikolov Lubomir Petrov Ivo Roussev Bogdan Dobrev            |
| Los Angeles 1984 (detalhes) | FRG Alemanha Ocidental Albert Hedderich Raimund Hörmann Dieter Wiedenmann Michael Dürsch         | AUS Austrália Paul Reedy Gary Gullock Timothy Mclaren Anthony Lovrich                  | CAN Canadá Doug Hamilton Mike Hughes Phil Monckton Bruce Ford                    |
| Seul 1988 (detalhes)        | ITA Itália Agostino Abbagnale Davide Tizzano Gianluca Farina Piero Poli                          | NOR Noruega Alf Hansen Rolf Thorsen Lars Bjønness Vetle Vinje                          | GDR Alemanha Oriental Jens Köppen Steffen Zühlke Steffen Bogs Heiko Habermann    |
| Barcelona 1992 (detalhes)   | GER Alemanha Andreas Hajek Michael Steinbach Stephan Volkert Andre Willms                        | NOR Noruega Kjetil Undset Per Sætersdal Lars Bjønness Rolf Thorsen                     | ITA Itália Alessandro Corona Gianluca Farina Rossano Galtarossa Filippo Soffici  |
| Atlanta 1996 (detalhes)     | GER Alemanha Andreas Hajek Stephan Volkert Andre Steiner Andre Willms                            | USA Estados Unidos Tim Young Eric Mueller Brian Jamieson Jason Gailes                  | AUS Austrália Janusz Hooker Boden Joseph Hanson Duncan Free Ronald Snook         |
| Sydney 2000 (detalhes)      | ITA Itália Agostino Abbagnale Alessio Sartori Rossano Galtarossa Simone Raineri                  | NED Países Baixos Jochem Verberne Dirk Lippits Diederik Simon Michiel Bartman          | GER Alemanha Marco Geisler Andreas Hajek Stephan Volkert Andre Willms            |
| Atenas 2004 (detalhes)      | RUS Rússia Nikolai Spinev Igor Kravtsov Aleksei Svirin Sergei Fedorovtsev                        | CZE República Checa David Kopřiva Tomáš Karas Jakub Hanák David Jirka                  | UKR Ucrânia Sergij Grin Sergij Bilushchenko Oleg Lykov Leonid Shaposhnikov       |
| Pequim 2008 (detalhes)      | POL Polônia Konrad Wasielewski Marek Kolbowicz Michal Jelinski Adam Korol                        | ITA Itália Luca Agamennoni Simone Venier Rossano Galtarossa Simone Raineri             | FRA França Jonathan Coeffic Pierre-Jean Peltier Julien Bahain Cédric Berrest     |
| Londres 2012 (detalhes)     | GER Alemanha Karl Schulze Philipp Wende Lauritz Schoof Tim Grohmann                              | CRO Croácia David Šain Martin Sinković Damir Martin Valent Sinković                    | AUS Austrália Chris Morgan Karsten Forsterling James McRae Daniel Noonan         |
| Rio 2016 (detalhes)         | GER Alemanha Philipp Wende Lauritz Schoof Karl Schulze Hans Gruhne                               | AUS Austrália Karsten Forsterling Alexander Belonogoff Cameron Girdlestone James McRae | EST Estônia Andrei Jämsä Allar Raja Tõnu Endrekson Kaspar Taimsoo                |
| Tóquio 2020 (detalhes)      | NED Países Baixos Dirk Uittenbogaard Abe Wiersma Tone Wieten Koen Metsemakers                    | GBR Grã-Bretanha Harry Leask Angus Groom Tom Barras Jack Beaumont                      | AUS Austrália Jack Cleary Caleb Antill Cameron Girdlestone Luke Letcher          |
| Paris 2024 (detalhes)       | NED Países Baixos Lennart van Lierop Finn Florijn Tone Wieten Koen Metsemakers                   | ITA Itália Luca Chiumento Luca Rambaldi Giacomo Gentili Andrea Panizza                 | POL Polônia Fabian Barański Mateusz Biskup Dominik Czaja Mirosław Ziętarski      |

### Dois sem
| Evento                           | Ouro                                                    | Prata                                                | Bronze                                                                          |
| -------------------------------- | ------------------------------------------------------- | ---------------------------------------------------- | ------------------------------------------------------------------------------- |
| St. Louis 1904 (detalhes)        | USA Estados Unidos Will Swain Joseph Ryan               | USA Estados Unidos John Mulcahy William Varley       | USA Estados Unidos John Joachim Joseph Buerger                                  |
| Londres 1908 (detalhes)          | GBR Grã-Bretanha John Fenning Gordon Thomson            | GBR Grã-Bretanha George Fairbairn Philip Verdon      | CAN Canadá Frederick Toms Norwey JackesGER Alemanha Martin Stahnke Willy Düskow |
| Paris 1924 (detalhes)            | NED Países Baixos Teun Beijnen Willy Rösingh            | FRA França Maurice Bouton Georges Piot               | Nenhuma                                                                         |
| Amsterdã 1928 (detalhes)         | GER Alemanha Kurt Moeschter Bruno Müller                | GBR Grã-Bretanha Terence O'Brien Robert Nisbet       | USA Estados Unidos Paul McDowell John Schmitt                                   |
| Los Angeles 1932 (detalhes)      | GBR Grã-Bretanha Lewis Clive Hugh Edwards               | NZL Nova Zelândia Cyril Stiles Fred Thompson         | POL Polônia Henryk Budziński Jan Krenz-Mikołajczak                              |
| Berlim 1936 (detalhes)           | GER Alemanha Willi Eichhorn Hugo Strauß                 | DEN Dinamarca Harry Larsen Peter Olsen               | ARG Argentina Horacio Podestá Julio Curatella                                   |
| Londres 1948 (detalhes)          | GBR Grã-Bretanha John Wilson Ran Laurie                 | SUI Suíça Hans Kalt Josef Kalt                       | ITA Itália Felice Fanetti Bruno Boni                                            |
| Helsinque 1952 (detalhes)        | USA Estados Unidos Charles Logg Thomas Price            | BEL Bélgica Michel Knuysen Robert Baetens            | SUI Suíça Kurt Schmid Hans Kalt                                                 |
| Melbourne 1956 (detalhes)        | USA Estados Unidos James Fifer Duvall Hecht             | URS União Soviética Igor Buldakov Viktor Ivanov      | AUT Áustria Josef Kloimstein Alfred Sageder                                     |
| Roma 1960 (detalhes)             | URS União Soviética Valentin Boreyko Oleg Golovanov     | AUT Áustria Josef Kloimstein Alfred Sageder          | FIN Finlândia Veli Lehtela Toimi Pitkanen                                       |
| Tóquio 1964 (detalhes)           | CAN Canadá George Hungerford Roger Jackson              | NED Países Baixos Steven Blaisse Ernst Veenemans     | EUA Equipe Alemã Unida Michael Schwan Wolfgang Hottenrott                       |
| Cidade do México 1968 (detalhes) | GDR Alemanha Oriental Jörg Lucke Heinz-Jörg Bothe       | USA Estados Unidos Lawrence Hugh Philip Johnson      | DEN Dinamarca Peter Christiansen Ivan Larsen                                    |
| Munique 1972 (detalhes)          | GDR Alemanha Oriental Siegfried Brietzke Wolfgang Mager | SUI Suíça Heinrich Fischer Alfred Bachmann           | NED Países Baixos Roel Luynenburg Ruud Stokvis                                  |
| Montreal 1976 (detalhes)         | GDR Alemanha Oriental Bernd Landvoigt Jörg Landvoigt    | USA Estados Unidos Calvin Coffey Michael Staines     | FRG Alemanha Ocidental Peter Vanroye Thomas Strauss                             |
| Moscou 1980 (detalhes)           | GDR Alemanha Oriental Bernd Landvoigt Jörg Landvoigt    | URS União Soviética Yuri Pimenov Nikolay Pimenov     | GBR Grã-Bretanha Charles Wiggin Malcolm Carmichael                              |
| Los Angeles 1984 (detalhes)      | ROU Romênia Petru Iosub Valer Toma                      | ESP Espanha Fernando Climent Luis María Lasúrtegui   | NOR Noruega Hans Magnus Grepperud Sverre Løken                                  |
| Seul 1988 (detalhes)             | GBR Grã-Bretanha Andy Holmes Steve Redgrave             | ROU Romênia Dănuţ Dobre Dragos Neagu                 | YUG Iugoslávia Sadik Mujkic Bojan Preseren                                      |
| Barcelona 1992 (detalhes)        | GBR Grã-Bretanha Matthew Pinsent Steve Redgrave         | GER Alemanha Colin Ettingshausen Peter Holtzenbein   | SLO Eslovênia Iztok Čop Denis Žvegelj                                           |
| Atlanta 1996 (detalhes)          | GBR Grã-Bretanha Matthew Pinsent Steve Redgrave         | AUS Austrália David Weightman Robert Geoffrey Scott  | FRA França Michel Andrieux Jean Christophe Rolland                              |
| Sydney 2000 (detalhes)           | FRA França Michel Andrieux Jean-Christophe Rolland      | USA Estados Unidos Ted Murphy Sebastian Bea          | AUS Austrália Matthew Long James Tomkins                                        |
| Atenas 2004 (detalhes)           | AUS Austrália Drew Ginn James Tomkins                   | CRO Croácia Sinisa Skelin Niksa Skelin               | RSA África do Sul Donovan Cech Ramon di Clemente                                |
| Pequim 2008 (detalhes)           | AUS Austrália Drew Ginn Duncan Free                     | CAN Canadá David Calder Scott Frandsen               | NZL Nova Zelândia Nathan Twaddle George Bridgewater                             |
| Londres 2012 (detalhes)          | NZL Nova Zelândia Eric Murray Hamish Bond               | FRA França Germain Chardin Dorian Mortelette         | GBR Grã-Bretanha George Nash William Satch                                      |
| Rio 2016 (detalhes)              | NZL Nova Zelândia Eric Murray Hamish Bond               | RSA África do Sul Lawrence Brittain Shaun Keeling    | ITA Itália Marco Di Costanzo Giovanni Abagnale                                  |
| Tóquio 2020 (detalhes)           | CRO Croácia Martin Sinković Valent Sinković             | ROU Romênia Marius Cozmiuc Ciprian Tudosă            | DEN Dinamarca Frederic Vystavel Joachim Sutton                                  |
| Paris 2024 (detalhes)            | CRO Croácia Martin Sinković Valent Sinković             | GBR Grã-Bretanha Oliver Wynne-Griffith Thomas George | SUI Suíça Roman Röösli Andrin Gulich                                            |

### Quatro sem
| Evento                           | Ouro                                                                                   | Prata                                                                                | Bronze |
| -------------------------------- | -------------------------------------------------------------------------------------- | ------------------------------------------------------------------------------------ | --- |
| St. Louis 1904 (detalhes)        | USA Estados Unidos Arthur Stockhoff August Erker George Dietz Albert Nasse             | USA Estados Unidos Frederck Suerig Martin Formanack Charles Aman Michael Begley      | USA Estados Unidos Gustav Voerg John Freitag Louis Helm Frank Dummerth                                                                           |
| Londres 1908 (detalhes)          | GBR Grã-Bretanha Collier Cudmore James Angus Gillan Duncan Mackinnon John Somers-Smith | GBR Grã-Bretanha Philip Filleul Harold Barker John Fenning Gordon Thomson            | CAN Canadá Gordon Balfour Becher Gale Charles Riddy Geoffrey TaylorNED Países Baixos Hermannus Höfte Albertus Wielsma Johan Burk Bernardus Croon |
| Paris 1924 (detalhes)            | GBR Grã-Bretanha Charles Eley James MacNabb Robert Morrison Terence Sanders            | CAN Canadá Archibald Black George MacKay Colin Finlayson William Wood                | SUI Suíça Emile Albrecht Alfred Probst Eugen Sigg Hans Walter                                                                                    |
| Amsterdã 1928 (detalhes)         | GBR Grã-Bretanha John Lander Michael Warriner Richard Beesly Edward Vaughan Bevan      | USA Estados Unidos Charles Karle William Miller George Healis Ernest Bayer           | ITA Itália Cesare Rossi Pietro Freschi Umberto Bonadè Paolo Gennari                                                                              |
| Los Angeles 1932 (detalhes)      | GBR Grã-Bretanha John Badcock Hugh Edwards Jack Beresford Rowland George               | GER Alemanha Karl Aletter Ernst Gaber Walter Flinsch Hans Maier                      | ITA Itália Antonio Ghiardello Francesco Cossu Giliante D'Este Antonio Garzoni Provenzani                                                         |
| Berlim 1936 (detalhes)           | GER Alemanha Rudolf Eckstein Anton Rom Martin Karl Wilhelm Menne                       | GBR Grã-Bretanha Thomas Bristow Alan Barrett Peter Jackson John Sturrock             | SUI Suíça Hermann Betschart Hans Homberger Alex Homberger Karl Schmid                                                                            |
| Londres 1948 (detalhes)          | ITA Itália Giuseppe Moioli Elio Morille Giovanni Invernizzi Franco Faggi               | DEN Dinamarca Helge Halkjær Aksel Hansen Helge Schrøder Ib Larsen                    | USA Estados Unidos Frederick Kingsbury Stuart Griffing Gregory Gates Robert Perew                                                                |
| Helsinque 1952 (detalhes)        | YUG Iugoslávia Duje Bonačić Velimir Valenta Mate Trojanović Petar Šegvić               | FRA França Pierre Blondiaux Jacques Guissart Marc Bouissou Roger Gautier             | FIN Finlândia Veikko Lommi Kauko Wahlsten Oiva Lommi Lauri Nevalainen                                                                            |
| Melbourne 1956 (detalhes)        | CAN Canadá Archibald McKinnon Lorne Loomer Walter D'Hondt Donald Arnold                | USA Estados Unidos John Welchli John McKinlay Arthur McKinlay James McIntosh         | FRA França René Guissart Yves Delacour Gaston Mercier Guy Guillabert                                                                             |
| Roma 1960 (detalhes)             | USA Estados Unidos Arthur Ayrault Ted Nash John Sayre Rusty Wailes                     | ITA Itália Tullio Baraglia Renato Bosatta Giancarlo Crosta Giuseppe Galante          | URS União Soviética Igor Akhremchik Yuri Bachurov Valentin Morkovkin Anatoly Tarabrin                                                            |
| Tóquio 1964 (detalhes)           | DEN Dinamarca John Hansen Bjorn Haslov Erik Petersen Kurt Helmudt                      | GBR Grã-Bretanha John Russell Hugh Wardell-Yerburgh William Barry John James         | USA Estados Unidos Geofrey Picard Richard Lyon Theodore Mittet Ted Nash                                                                          |
| Cidade do México 1968 (detalhes) | GDR Alemanha Oriental Frank Forberger Frank Rühle Dieter Grahn Dieter Schubert         | HUN Hungria Zoltan Melis Jozsef Csermely György Sarlós Anta Melis                    | ITA Itália Renato Bosatta Pie Conti Manzini Tullio Baraglia Abramo Albini                                                                        |
| Munique 1972 (detalhes)          | GDR Alemanha Oriental Frank Forberger Frank Rühle Dieter Grahn Dieter Schubert         | NZL Nova Zelândia Dick Tonks Dudley Storey Ross Collinge Noel Mills                  | FRG Alemanha Ocidental Joachim Ehrig Peter Funnekötter Franz Held Wolfgang Plottke                                                               |
| Montreal 1976 (detalhes)         | GDR Alemanha Oriental Siegfried Brietzke Andreas Decker Stefan Semmler Wolfgang Mager  | NOR Noruega Ole Nafstad Arne Bergodd Finn Tveter Rolf Andreassen                     | URS União Soviética Raul Arnemann Nikolai Kuznetsov Valeri Dolinin Anushavan Gasan-Dzhalalov                                                     |
| Moscou 1980 (detalhes)           | GDR Alemanha Oriental Jurgen Thiele Andreas Decker Stefan Semmler Siegfried Brietzke   | URS União Soviética Aleksei Kamkin Valeri Dolinin Aleksandr Kulagin Vitaly Yeliseyev | GBR Grã-Bretanha John Beattie Ian McNuff David Townsend Martin Cross                                                                             |
| Los Angeles 1984 (detalhes)      | NZL Nova Zelândia Les O'Connell Shane O'Brien Conrad Robertson Keith Trask             | USA Estados Unidos David Clark Johnathan Smith Philip Stekl Alan Forney              | DEN Dinamarca Michael Jessen Lars Nielsen Per H.S. Rasmussen Eric Christiansen                                                                   |
| Seul 1988 (detalhes)             | GDR Alemanha Oriental Roland Schröder Ralf Brudel Olaf Förster Thomas Greiner          | USA Estados Unidos Raoul Rodriguez Thomas Bohrer Richard Kennelly David Krmpotich    | FRG Alemanha Ocidental Guido Grabow Volker Grabow Norbert Keßlau                                                                                 |
| Barcelona 1992 (detalhes)        | AUS Austrália Andrew Cooper Nicholas Green Mike McKay James Tomkins                    | USA Estados Unidos Jeffrey McLaughlin William Burden Thomas Bohrer Patrick Manning   | SLO Eslovênia Milan Jansa Sadik Mujkic Saso Mirjanic Janez Klemencic                                                                             |
| Atlanta 1996 (detalhes)          | AUS Austrália Nicholas Green Drew Ginn James Tomkins Mike McKay                        | FRA França Bertrand Vecten Olivier Moncelet Daniel Fauche Giles Bosquet              | GBR Grã-Bretanha Greg Searle Jonny Searle Rupert Obholzer Tim Foster                                                                             |
| Sydney 2000 (detalhes)           | GBR Grã-Bretanha James Cracknell Steve Redgrave Tim Foster Matthew Pinsent             | ITA Itália Walter Molea Riccardo Dei Rossi Lorenzo Carboncini Carlo Mornati          | AUS Austrália James Stewart Ben Dodwell Geoffrey Stewart Bo Hanson                                                                               |
| Atenas 2004 (detalhes)           | GBR Grã-Bretanha Steve Williams James Cracknell Ed Coode Matthew Pinsent               | CAN Canadá Cameron Baerg Thomas Herschmiller Jake Wetzel Barney Williams             | ITA Itália Lorenzo Porzio Dario Dentale Luca Agamennoni Raffaello Leonardo                                                                       |
| Pequim 2008 (detalhes)           | GBR Grã-Bretanha Tom James Steve Williams Pete Reed Andrew Triggs Hodge                | AUS Austrália Matt Ryan James Marburg Cameron McKenzie-McHarg Francis Hegerty        | FRA França Julien Despres Benjamin Rondeau Germain Chardin Dorian Mortelette                                                                     |
| Londres 2012 (detalhes)          | GBR Grã-Bretanha Alex Gregory Tom James Pete Reed Andrew Triggs Hodge                  | AUS Austrália James Chapman Josh Dunkley-Smith Drew Ginn William Lockwood            | USA Estados Unidos Charlie Cole Scott Gault Glenn Ochal Henrik Rummel                                                                            |
| Rio 2016 (detalhes)              | GBR Grã-Bretanha Alex Gregory Mohamed Sbihi George Nash Constantine Louloudis          | AUS Austrália William Lockwood Josh Dunkley-Smith Josh Booth Alexander Hill          | ITA Itália Domenico Montrone Matteo Castaldo Matteo Lodo Giuseppe Vicino                                                                         |
| Tóquio 2020 (detalhes)           | AUS Austrália Alexander Purnell Spencer Turrin Jack Hargreaves Alexander Hill          | ROU Romênia Mihăiță Țigănescu Mugurel Semciuc Ștefan Berariu Cosmin Pascari          | ITA Itália Matteo Castaldo Marco Di Costanzo Matteo Lodo Giuseppe Vicino Bruno Rosetti                                                           |
| Paris 2024 (detalhes)            | USA Estados Unidos Nick Mead Justin Best Michael Grady Liam Corrigan                   | NZL Nova Zelândia Oliver Maclean Logan Ullrich Tom Murray Matt Macdonald             | GBR Grã-Bretanha Oliver Wilkes David Ambler Matt Aldridge Freddie Davidson                                                                       |

### Oito com
| Evento                           | Ouro | Prata | Bronze |
| -------------------------------- | --- | --- | --- |
| Paris 1900 (detalhes)            | USA Estados Unidos William Carr Harry DeBaecke John Exley John Geiger Edwin Hedley James Juvenal Roscoe Lockwood Edward Marsh Louis Abell                                    | BEL Bélgica Jules De Bisschop Prospère Bruggeman Oscar De Somville Oscar De Cock Maurice Hemelsoet Marcel Van Crombrugge Frank Odberg Maurice Verdonck Alfred Van Landeghem | NED Países Baixos François Brandt Johannes van Dijk Roelof Klein Ruurd Leegstra Walter Middelberg Hendrik Offerhaus Walter Thijssen Henricus Tromp Hermanus Brockmann |
| St. Louis 1904 (detalhes)        | USA Estados Unidos Frederick Cresser Michael Gleason Frank Schell James Flanagan Charles Armstrong Harry Lott Joseph Dempsey John Exley Louis Abell                          | CAN Canadá Arthur Bailey William Rice George Reiffenstein Phil Boyd George Strange William Wadsworth Donald MacKenzie Joseph Wright Thomas Loudon                           | Nenhuma |
| Londres 1908 (detalhes)          | GBR Grã-Bretanha Albert Gladstone Frederick Kelly Banner Johnstone Guy Nickalls Charles Burnell Ronald Sanderson Raymond Etherington-Smith Henry Bucknall Gilchrist Maclagan | BEL Bélgica Oscar Taelman Marcel Morimont Rémy Orban Georges Mijs François Vergucht Polydore Veirman Oscar De Somville Rodolphe Poma Alfred van Landeghem                   | CAN Canadá Irvine Robertson Joseph Wright Julius Thomson Walter Lewis Gordon Balfour Becher Gale Charles Riddy Geoffrey Taylor Douglas KertlandGBR Grã-Bretanha Frank Jerwood Eric Powell Oswald Carver Edward Williams Henry Goldsmith Harold Kitching John Burn Douglas Stuart Richard Boyle |
| Estocolmo 1912 (detalhes)        | GBR Grã-Bretanha Edgar Burgess Sidney Swann Leslie Wormwald Ewart Horsfall James Angus Gillan Arthur Garton Alister Kirby Philip Fleming Henry Wells                         | GBR Grã-Bretanha William Fison William Parker Thomas Gillespie Beaufort Burdekin Frederick Pitman Arthur Wiggins Charles Littlejohn Robert Bourne John Walker               | GER Alemanha Otto Liebing Max Bröske Max Vetter Willi Bartholomae Fritz Bartholomae Werner Dehn Rudolf Reichelt Hans Matthiae Kurt Runge |
| Antuérpia 1920 (detalhes)        | USA Estados Unidos Virgil Jacomini Edwin Graves William Jordan Edward Moore Alden Sanborn Donald Johnston Vincent Gallagher Clyde King Sherman Clark                         | GBR Grã-Bretanha Ewart Horsfall Guy Oliver Nickalls Richard Lucas Walter James John Campbell Sebastian Earl Ralph Shove Sidney Swann Robin Johnstone                        | NOR Noruega Theodor Nag Conrad Olsen Adolf Nilsen Håkon Ellingsen Thore Michelsen Arne Mortensen Karl Nag Tollef Tollefsen Thoralf Hagen |
| Paris 1924 (detalhes)            | USA Estados Unidos Leonard Carpenter Howard Kingsbury Alfred Lindley John Miller James Rockefeller Frederick Sheffield Benjamin Spock Alfred Wilson Laurence Stoddard        | CAN Canadá Arthur Bell Robert Hunter William Langford Harold Little John Smith Warren Snyder Norman Taylor William Wallace Ivor Campbell                                    | ITA Itália Antonio Cattalinich Francesco Cattalinich Simeone Cattalinich Giuseppe Grivelli Latino Galasso Pietro Ivanov Bruno Sorich Carlo Toniatti Vittorio Gliubich |
| Amsterdã 1928 (detalhes)         | USA Estados Unidos Marvin Stalder John Brinck Francis Frederick William Thompson William Dally James Workman Hubert A. Caldwell Peter Donlon Donald Blessing                 | GBR Grã-Bretanha Jamie Hamilton Guy Oliver Nickalls John Badcock Donald Gollan Harold Lane Gordon Killick Jack Beresford Harold West Arthur Sulley                          | CAN Canadá Frederick Hedges Frank Fiddes John Hand Herbert Richardson Jack Murdoch Athol Meech Edgar Norris William Ross John Donnelly |
| Los Angeles 1932 (detalhes)      | USA Estados Unidos Edwin Salisbury James Blair Duncan Gregg David Dunlap Burton Jastram Charles Chandler Harold Tower Winslow Hall Norris Graham                             | ITA Itália Vittorio Cioni Mario Balleri Renato Bracci Dino Barsotti Roberto Vestrini Guglielmo Del Bimbo Enrico Garzelli Renato Barbieri Cesare Milani                      | CAN Canadá Earl Eastwood Joseph Harris Stanley Stanyar Harry Fry Cedric Liddell William Thoburn Donald Boal Albert Taylor George MacDonald |
| Berlim 1936 (detalhes)           | USA Estados Unidos Herbert Morris Charles Day Gordon Adam John White James McMillin George Hunt Joseph Rantz Donald Hume Robert Moch                                         | ITA Itália Guglielmo Del Bimbo Dino Barsotti Oreste Grossi Enzo Bartolini Mario Checcacci Dante Secchi Ottorino Quaglierini Enrico Garzelli Cesare Milani                   | GER Alemanha Alfred Rieck Helmut Radach Hans Kuschke Heinz Kaufmann Gerd Völs Werner Loeckle Hans-Joachim Hannemann Herbert Schmidt Wilhelm Mahlow |
| Londres 1948 (detalhes)          | USA Estados Unidos Ian Turner David Turner James Hardy George Ahlgren Lloyd Butler David Brown Justus Smith John Stack Ralph Purchase                                        | GBR Grã-Bretanha Christopher Barton Michael Lapage Guy Richardson Ernest Bircher Paul Massey Brian Lloyd David Meyrick Alfred Mellows Jack Dearlove                         | NOR Noruega Kristoffer Lepsøe Thorstein Kråkenes Hans Hansen Halfdan Gran Olsen Harald Kråkenes Leif Næss Thor Pedersen Carl Monssen Sigurd Monssen |
| Helsinque 1952 (detalhes)        | USA Estados Unidos Frank Shakespeare William Fields James Dunbar Richard Murphy Robert Detweiler Henry Procter Wayne Frye Edward Stevens Charles Manring                     | URS União Soviética Yevgeny Brago Vladimir Rodimushkin Aleksei Komarov Igor Borisov Slava Amiragov Leonid Gissen Yevgeny Samsonov Vladimir Kryukov Igor Polyakov            | AUS Austrália Robert Tinning Ernest Chapman Nimrod Greenwood David Anderson Geoffrey Williamson Mervyn Finlay Edward Pain Phillip Cayzer Tom Chessell |
| Melbourne 1956 (detalhes)        | USA Estados Unidos Thomas Charlton David Wight John Cooke Donald Beer Caldwell Esselstyn Charles Grimes Rusty Wailes Robert Morey William Becklean                           | CAN Canadá Philip Kueber Richard McClure Robert Wilson David Helliwell Donald Pretty William McKerlich Douglas McDonald Lawrence West Carlton Ogawa                         | AUS Austrália Michael Aikman David Boykett Angus Benfield James Howden Garth Manton Walter Howell Adrian Monger Brian Doyle Harold Hewitt |
| Roma 1960 (detalhes)             | EUA Equipe Alemã Unida Manfred Rulffs Walter Schröder Frank Schepke Kraft Schepke Karl-Heinrich von Groddeck Karl-Heinz Hopp Klaus Bittner Hans Lenk Willi Padge             | CAN Canadá Donald Arnold Walter D'Hondt Nelson Kuhn John Lecky Lorne Loomer Archibald MacKinnon William McKerlich Glen Mervyn Sohen Biln                                    | TCH Checoslováquia Bohumil Janoušek Jan Jindra Jiří Lundák Stanislav Lusk Václav Pavkovič Luděk Pojezný Jan Švéda Josef Věntus Miroslav Koníček |
| Tóquio 1964 (detalhes)           | USA Estados Unidos Joseph Amlong Thomas Amlong Harold Budd Emory Clark Stanley Cwiklinski Hugh Foley William Knecht William Stowe Robert Zimony                              | EUA Equipe Alemã Unida Klau Aefke Klau Bittner Karl-Heinz Von Groddeck Hans-Jurgen Wallbrecht Klaus Behrens Jurgen Schroeder Jurgen Plagemann Horst Meyer Thomas Ahrens     | TCH Checoslováquia Petr Cermak Jiri Lundak Jan Mrvik Julius Tocek Josef Ventus Ludek Pojezny Bohumil Janousek Richard Novy Miroslav Konicek |
| Cidade do México 1968 (detalhes) | FRG Alemanha Ocidental Horst Meyer Wolfgang Hottenrott Dirk Schreyer Egbert Hirschfelder Rüdiger Henning Jörg Siebert Lutz Ulbricht Nikolaus Ott Günther Thiersch            | AUS Austrália Alfred Duval David Douglas Michael Morgan John Ranch Joseph Frazio Gary Pierce Peter Dickson Robert Shirlaw Alan Grover                                       | URS União Soviética Zigmas Jukna Aleksandr Martyshkin Antanas Bagdonavičius Vytautas Briedis Vladimir Sterlik Valentyn Kravchuk Juozas Jagelavičius Viktor Suslin Yuri Lorentsson |
| Munique 1972 (detalhes)          | NZL Nova Zelândia Tony Hurt Wybo Veldman Dick Joyce John Hunter Lindsay Wilson Athol Earl Trevor Coker Gary Robertson Simon Dickie                                           | USA Estados Unidos Lawrence Terry Franklin Hobbs Peter Raymond Timothy Mickelson Eugene Clapp William Hobbs Cleve Livingston Michael Livingston Paul Hoffman                | GDR Alemanha Oriental Hans-Joachim Borzym Jörg Landvoigt Harold Dimke Manfred Schneider Hartmut Schreiber Manfred Schmorde Bernd Landvoigt Heinri Mederow Dietmar Schwarz |
| Montreal 1976 (detalhes)         | GDR Alemanha Oriental Bernd Baumgart Gottfried Dohn Werner Klatt Hans Joachim Luck Dieter Wendisch Roland Kostulski Ulrich Karnatz Karl Heins Prudohl Karl Heinz Danielovski | GBR Grã-Bretanha Richard Lester John Yallop Timothy Crooks Hugh Matheson David Maxwell James Clark Fred Smallbone Leonard Robertson Patrick Sweeney                         | NZL Nova Zelândia Ivan Sutherland Trevor Coker Peter Dignan Lindsay Wilson Athol Earl Dave Rodger Alex McLean Tony Hurt Simon Dickie |
| Moscou 1980 (detalhes)           | GDR Alemanha Oriental Bernd Krauß Hans-Peter Koppe Ulrich Kons Jörg Friedrich Jens Doberschutz Ulrich Karnatz Uwe Duhring Bernd Hoing Klaus-Dieter Ludwig                    | GBR Grã-Bretanha Duncan McDougall Allan Whitwell Henry Clay Chris Mahoney Andrew Justice John Pritchard Malcolm McGowan Richard Stanhope Colin Moynihan                     | URS União Soviética Viktor Kokdshin Andrey Tishchenko Aleksandr Tkachenko Jonas Pintskus Jonas Normantas Andrei Lugin Aleksandr Mantsevich Igor Maistrenko Grigory Dmitrienko |
| Los Angeles 1984 (detalhes)      | CAN Canadá Blair Horn Dean Crawford Michael Evans Paul Steele Grant Main Mark Evans Kevin Neufeld Pat Turner Brian McMahon                                                   | USA Estados Unidos Walter Lubsen Andrew Sudduth John Terwilliger Christopher Penny Thomas Darling Fred Borchelt Charles Clapp III Bruce Ibbetson Robert Jaugstetter         | AUS Austrália Craig Muller Clyde Hefer Samuel Patten Tim Willoughby Ian Edmunds James Battersby Ion Popa Stephen Evans Gavin Thredgold |
| Seul 1988 (detalhes)             | FRG Alemanha Ocidental Bahne Rabe Eckhardt Schultz Ansgar Wessling Wolfgang Maennig Matthias Mellinghaus Thomas Möllenkamp Thomas Domian Armin Eichholz Manfred Klein        | URS União Soviética Viktor Omelyanovich Vasily Tikhonov Andrey Vasilyev Pavel Gurkovsky Nikolay Kumarov Aleksandr Lukvanov Veniamin But Viktor Diduk Aleksandr Dumchev      | USA Estados Unidos Michael F. Teti Jonathan S. Smith Edward B. Patton John D. Rusher Peter Nordell Jeffrey McLaughlin W. Douglas Burden John Pescatore Seth D Bauer |
| Barcelona 1992 (detalhes)        | CAN Canadá Darren Barber Andrew Crosby Michael Forgeron Robert Marland Terence Paul Derek Porter Michael Rascher Bruce Robertson John Wallace                                | ROU Romênia Iulica Ruican Viorel Talapan Vasile Nastase Claudiu Marin Dǎnuţ Dobre Valentin Robu Vasile Mastacan Ioan Vizitiu Marin Gheorghe                                 | GER Alemanha Roland Baar Armin Eichholz Detlef Kirchhoff Manfred Klein Bahne Rabe Frank Richter Hans Sennewald Thorsten Streppelhoff Ansgar Wessling |
| Atlanta 1996 (detalhes)          | NED Países Baixos Koos Maasdijk Ronald Florijn Jeroen Duyster Michiel Bartman Henk-Jan Zwolle Niels van der Zwan Niels van Steenis Diederik Simon Nico Rienks                | GER Alemanha Mark Kleinschmidt Detlef Kirchhoff Wolfram Huhn Roland Baar Marc Weber Ulrich Viefers Peter Thiede Thorsten Streppelhoff Frank Jörg Richter                    | RUS Rússia Pavel Melnikov Andrei Glukhov Anton Chermashentsev Aleksandr Lukyanov Nikolai Aksyonov Dmitri Rozinkevich Sergei Matveyev Roman Monchenko Vladimir Volodenkov Vladimir Sokolov |
| Sydney 2000 (detalhes)           | GBR Grã-Bretanha Andrew Lindsay Ben Hunt-Davis Simon Dennis Louis Attrill Luka Grubor Kieran West Fred Scarlett Steve Trapmore Rowley Douglas                                | AUS Austrália Christian Ryan Alastair Gordon Nick Porzig Robert Jahrling Mike McKay Stuart Welch Daniel Burke Jaime Fernandez Brett Hayman                                  | CRO Croácia Igor Francetić Tihomir Franković Tomislav Smoljanović Nikša Skelin Siniša Skelin Krešimir Čuljak Igor Boraska Branimir Vujević Silvijo Petriško |
| Atenas 2004 (detalhes)           | USA Estados Unidos Jason Read Wyatt Allen Chris Ahrens Joseph Hansen Matt Deakin Dan Beery Beau Hoopman Bryan Volpenhein Peter Cipollone                                     | NED Países Baixos Matthijs Vellenga Gijs Vermeulen Jan-Willem Gabriels Daniël Mensch Geert Jan Derksen Gerritjan Eggenkamp Diederik Simon Michiel Bartman Chun Wei Cheung   | AUS Austrália Stefan Szczurowski Stuart Reside Stuart Welch James Stewart Geoffrey Stewart Boden Hanson Mike McKay Stephen Stewart Michael Toon |
| Pequim 2008 (detalhes)           | CAN Canadá Kevin Light Ben Rutledge Andrew Byrnes Jake Wetzel Malcolm Howard Dominic Seiterle Adam Kreek Kyle Hamilton Brian Price                                           | GBR Grã-Bretanha Alex Partridge Tom Stallard Tom Lucy Richard Egington Josh West Alastair Heathcote Matthew Langridge Colin Smith Acer Nethercott                           | USA Estados Unidos Beau Hoopman Matt Schnobrich Micah Boyd Wyatt Allen Daniel Walsh Steven Coppola Josh Inman Bryan Volpenhein Marcus McElhenney |
| Londres 2012 (detalhes)          | GER Alemanha Filip Adamski Andreas Kuffner Eric Johannesen Maximilian Reinelt Richard Schmidt Lukas Müller Florian Mennigen Kristof Wilke Martin Sauer                       | CAN Canadá Gabriel Bergen Douglas Csima Robert Gibson Conlin McCabe Malcolm Howard Andrew Byrnes Jeremiah Brown Will Crothers Brian Price                                   | GBR Grã-Bretanha Alex Partridge James Foad Tom Ransley Richard Egington Mohamed Sbihi Greg Searle Matthew Langridge Constantine Louloudis Phelan Hill |
| Rio 2016 (detalhes)              | GBR Grã-Bretanha Paul Bennett Scott Durant Matt Gotrel Matt Langridge Tom Ransley Pete Reed William Satch Andrew Triggs Hodge Phelan Hill                                    | GER Alemanha Maximilian Munski Malte Jakschik Andreas Kuffner Eric Johannesen Maximilian Reinelt Felix Drahotta Richard Schmidt Hannes Ocik Martin Sauer                    | NED Países Baixos Kaj Hendrik Robert Lücken Boaz Meylink Boudewijn Roell Olivier Siegelaar Dirk Uittenboogaard Mechiel Versluis Tone Wieten Peter Wiersum |
| Tóquio 2020 (detalhes)           | NZL Nova Zelândia Tom Mackintosh Hamish Bond Tom Murray Michael Brake Dan Williamson Phillip Wilson Shaun Kirkham Matt Macdonald Sam Bosworth                                | GER Alemanha Johannes Weißenfeld Laurits Follert Olaf Roggensack Torben Johannesen Jakob Schneider Malte Jakschik Richard Schmidt Hannes Ocik Martin Sauer                  | GBR Grã-Bretanha Josh Bugajski Jacob Dawson Thomas George Moe Sbihi Charles Elwes Oliver Wynne-Griffith James Rudkin Thomas Ford Henry Fieldman |
| Paris 2024 (detalhes)            | GBR Grã-Bretanha Morgan Bolding Sholto Carnegie Rory Gibbs Thomas Ford Jacob Dawson Charles Elwes Thomas Digby James Rudkin Harry Brightmore (T)                             | NED Países Baixos Ralf Rienks Olav Molenaar Sander de Graaf Ruben Knab Gert-Jan van Doorn Jacob van de Kerkhof Jan van der Bij Mick Makker Dieuwke Fetter (T)               | USA Estados Unidos Henry Hollingsworth Nicholas Rusher Christian Tabash Clark Dean Christopher Carlson Peter Chatain Evan Olson Pieter Quinton Rielly Milne (T) |

### Skiff duplo peso leve
| Evento                  | Ouro                                             | Prata                                                     | Bronze                                                 |
| ----------------------- | ------------------------------------------------ | --------------------------------------------------------- | ------------------------------------------------------ |
| Atlanta 1996 (detalhes) | SUI Suíça Michael Gier Markus Gier               | NED Países Baixos Maarten van der Linden Pepijn Aardewijn | AUS Austrália Bruce Hick Anthony Edwards               |
| Sydney 2000 (detalhes)  | POL Polônia Tomasz Kucharski Robert Sycz         | ITA Itália Elia Luini Leonardo Pettinari                  | FRA França Pascal Touron Thibaud Chapelle              |
| Atenas 2004 (detalhes)  | POL Polônia Tomasz Kucharski Robert Sycz         | FRA França Fréderic Dufour Pascal Touron                  | GRE Grécia Vasileios Polymeros Nikolaos Skiathitis     |
| Pequim 2008 (detalhes)  | GBR Grã-Bretanha Zac Purchase Mark Hunter        | GRE Grécia Dimitrios Mougios Vasileios Polymeros          | DEN Dinamarca Mads Rasmussen Rasmus Quist              |
| Londres 2012 (detalhes) | DEN Dinamarca Mads Rasmussen Rasmus Quist Hansen | GBR Grã-Bretanha Zac Purchase Mark Hunter                 | NZL Nova Zelândia Storm Uru Peter Taylor               |
| Rio 2016 (detalhes)     | FRA França Pierre Houin Jérémie Azou             | IRL Irlanda Gary O'Donovan Paul O'Donovan                 | NOR Noruega Kristoffer Brun Are Strandli               |
| Tóquio 2020 (detalhes)  | IRL Irlanda Fintan McCarthy Paul O'Donovan       | GER Alemanha Jonathan Rommelmann Jason Osborne            | ITA Itália Stefano Oppo Pietro Ruta                    |
| Paris 2024 (detalhes)   | IRL Irlanda Fintan McCarthy Paul O'Donovan       | ITA Itália Stefano Oppo Gabriel Soares                    | GRE Grécia Petros Gkaidatzis Antonios Papakonstantinou |

## Eventos passados

### Dois com
| Evento                           | Ouro                                                                       | Prata                                                                          | Bronze                                                               |
| -------------------------------- | -------------------------------------------------------------------------- | ------------------------------------------------------------------------------ | -------------------------------------------------------------------- |
| Paris 1900 (detalhes)            | ZZX Equipa mista François Brandt Roelof Klein Hermanus Brockmann           | FRA França Lucien Martinet René Waleff                                         | FRA França Carlos Deltour Antoine Védrenne Raoul Paoli               |
| Antuérpia 1920 (detalhes)        | ITA Itália Ercole Olgeni Giovanni Scatturin Guido De Filip                 | FRA França Gabriel Poix Maurice Bouton Ernest Barberolle                       | SUI Suíça Edouard Candeveau Alfred Felber Paul Piaget                |
| Paris 1924 (detalhes)            | SUI Suíça Edouard Candeveau Alfred Felber Emile Lachapelle                 | ITA Itália Ercole Olgeni Giovanni Scatturin Gino Sopracordevole                | USA Estados Unidos Leon Butler Harold Wilson Edward Jennings         |
| Amsterdã 1928 (detalhes)         | SUI Suíça Hans Schöchlin Karl Schöchlin Hans Bourquin                      | FRA França Armand Marcelle Edouard Marcelle Henri Préaux                       | BEL Bélgica Léon Flament François de Coninck Georges Anthony         |
| Los Angeles 1932 (detalhes)      | USA Estados Unidos Joseph Schauers Charles Kieffer Edward Jennings         | POL Polônia Jerzy Braun Janusz Ślązak Jerzy Skolimowski                        | FRA França Anselme Brusa André Giriat Pierre Brunet                  |
| Berlim 1936 (detalhes)           | GER Alemanha Gerhard Gustmann Herbert Adamski Dieter Arend                 | ITA Itália Almiro Bergamo Guido Santin Luciano Negrini                         | FRA França Marceau Fourcade Georges Tapie Noël Vandernotte           |
| Londres 1948 (detalhes)          | DEN Dinamarca Finn Pedersen Tage Henriksen Carl Andersen                   | ITA Itália Giovanni Steffè Aldo Tarlao Alberto Radi                            | HUN Hungria Antal Szendey Béla Zsitnik Róbert Zimonyi                |
| Helsinque 1952 (detalhes)        | FRA França Raymond Salles Gaston Mercier Bernard Malivoire                 | GER Alemanha Heinz Manchen Helmut Heinhold Helmut Noll                         | DEN Dinamarca Svend Petersen Poul Svendsen Jørgen Frantzen           |
| Melbourne 1956 (detalhes)        | USA Estados Unidos Arthur Ayrault Conn Findlay Armin Seiffert              | EUA Equipe Alemã Unida Karl-Heinrich von Groddeck Horst Arndt Rainer Borkowsky | URS União Soviética Ihor Yemchuk Georgiy Zhylin Vladimir Petrov      |
| Roma 1960 (detalhes)             | EUA Equipe Alemã Unida Bernhard Knubel Karl Renneberg Klaus Zerta          | URS União Soviética Antanas Bagdonavičius Zigmas Jukna Igor Rudakov            | USA Estados Unidos Richard Draeger Conn Findlay Henry Mitchell       |
| Tóquio 1964 (detalhes)           | USA Estados Unidos Edward Ferry Conn Findlay Kent Mitchell                 | FRA França Jacques Morel Georges Morel Jean Claude Darouy                      | NED Países Baixos Jan Just Bos Herman Rouwe Frederik Hartsuiker      |
| Cidade do México 1968 (detalhes) | ITA Itália Primo Baran Renzo Sambo Bruno Cipolla                           | NED Países Baixos Herman Suselbeek Hadriaan van Nes Roderick Rijnders          | DEN Dinamarca Jorn Krab Harry Jorgensen Preben Krab                  |
| Munique 1972 (detalhes)          | GDR Alemanha Oriental Wolfgang Gunkel Jörg Lücke Klaus-Dieter Neubert      | TCH Checoslováquia Oldrich Svojanovsky Pavel Svojanovsky Vladimir Petricek     | ROU Romênia Ştefan Tudor Petre Ceapura Ladislau Lowrenschi           |
| Montreal 1976 (detalhes)         | GDR Alemanha Oriental Harald Jahrling Friedrich Ulrich Georg Spohr         | URS União Soviética Dmitri Bekhterev Yuri Shurkalov Yuri Lorentsson            | TCH Checoslováquia Oldrich Svojanovsky Pavel Svojanovsky Ludvik Vebr |
| Moscou 1980 (detalhes)           | GDR Alemanha Oriental Harald Jahrling Friedrich-Wilhelm Ulrich Georg Spohr | URS União Soviética Viktor Pereverzev Gennady Kryuchkin Aleksandr Lukyanov     | YUG Iugoslávia Dusko Mrduljas Zlatko Celent Josip Reic               |
| Los Angeles 1984 (detalhes)      | ITA Itália Carmine Abbagnale Giuseppe Abbagnale Giuseppe Di Capua          | ROU Romênia Dimitrie Popescu Vasile Tomoiaga Dumitru Raducanu                  | USA Estados Unidos Kevin Still Robert Espeseth Doug Herland          |
| Seul 1988 (detalhes)             | ITA Itália Giuseppe di Capua Carmine Abbagnale Giuseppe Abbagnale          | GDR Alemanha Oriental Mario Streit Detlef Kirchhoff René Rensch                | GBR Grã-Bretanha Patrick Sweeney Andy Holmes Steve Redgrave          |
| Barcelona 1992 (detalhes)        | GBR Grã-Bretanha Garry Herbert Greg Searle Jonny Searle                    | ITA Itália Giuseppe Di Capua Carmine Abbagnale Giuseppe Abbagnale              | ROU Romênia Dimitrie Popescu Dumitru Raducanu Nicolaie Taga          |

### Quatro com
| Evento                           | Ouro | Prata                                                                                                 | Bronze |
| -------------------------------- | --- | --- | --- |
| Paris 1900 (detalhes)            | FRA França Henri Bouckaert Jean Cau Émile Delchambre Henri Hazebroucq Charlot                               | FRA França Georges Lumpp Charles Perrin Daniel Soubeyran Émile Wegelin                                | GER Alemanha Wilhelm Carstens Julius Körner Adolf Möller Hugo Rüster Gustav Moths                           |
| Paris 1900 (detalhes)            | GER Alemanha Gustav Goßler Oskar Goßler Walter Katzenstein Waldemar Tietgens Carl Goßler                    | NED Países Baixos Coenraad Hiebendaal Geert Lotsij Paul Lotsij Johannes Terwogt Hermanus Brockmann    | GER Alemanha Ernst Felle Otto Fickeisen Carl Lehle Hermann Wilker Franz Kröweratha                          |
| Estocolmo 1912 (detalhes)        | GER Alemanha Albert Arnheiter Hermann Wilker Rudolf Fickeisen Otto Fickeisen Karl Leister                   | GBR Grã-Bretanha Julius Beresford Karl Vernon Charles Rought Bruce Logan Geoffrey Carr                | DEN Dinamarca Erik Bisgaard Rasmus Frandsen Mikael Simonsen Poul Thymann Ejgil Clemmensen                   |
| Antuérpia 1920 (detalhes)        | SUI Suíça Willy Brüderlin Max Rudolf Paul Rudolf Hans Walter Paul Staub                                     | USA Estados Unidos Kenneth Myers Carl Klose Franz Federschmidt Erich Federschmidt Sherman Clark       | NOR Noruega Birger Var Theodor Klem Henry Larsen Per Gulbrandsen Thoralf Hagen                              |
| Paris 1924 (detalhes)            | SUI Suíça Emile Albrecht Alfred Probst Eugen Sigg Hans Walter Walter Lossli                                 | FRA França Eugène Constant Louis Gressier Georges Lecointe Raymond Talleux Ernest Barberolle          | USA Estados Unidos Robert Gerhardt Sidney Jelinek Edward Mitchell Henry Welsford John Kennedy               |
| Amsterdã 1928 (detalhes)         | ITA Itália Valerio Perentin Giliante D'Este Nicolò Vittori Giovanni Delise Renato Petronio                  | SUI Suíça Ernst Haas Joseph Meyer Otto Bucher Karl Schwegler Fritz Bösch                              | POL Polônia Franciszek Bronikowski Edmund Jankowski Leon Birkholc Bernard Ormanowski Bolesław Drewek        |
| Los Angeles 1932 (detalhes)      | GER Alemanha Hans Eller Horst Hoeck Walter Meyer Joachim Spremberg Carlheinz Neumann                        | ITA Itália Bruno Vattovaz Giovanni Plazzer Riccardo Divora Bruno Parovel Giovanni Scher               | POL Polônia Jerzy Braun Janusz Ślązak Stanisław Urban Edward Kobyliński Jerzy Skolimowski                   |
| Berlim 1936 (detalhes)           | GER Alemanha Hans Maier Walter Volle Ernst Gaber Paul Söllner Fritz Bauer                                   | SUI Suíça Hermann Betschart Hans Homberger Alex Homberger Karl Schmid Rolf Spring                     | FRA França Fernand Vandernotte Marcel Vandernotte Jean Cosmat Marcel Chauvigné Noël Vandernotte             |
| Londres 1948 (detalhes)          | USA Estados Unidos Warren Westlund Robert Martin Robert Will Gordon Giovanelli Allan Morgan                 | SUI Suíça Rudolf Reichling Erich Schriever Emil Knecht Pierre Stebler André Moccand                   | DEN Dinamarca Erik Larsen Børge Nielsen Henry Larsen Harry Knudsen Jørgen Olsen                             |
| Helsinque 1952 (detalhes)        | TCH Checoslováquia Karel Mejta Jiří Havlis Jan Jindra Stanislav Lusk Miroslav Koranda                       | SUI Suíça Enrico Bianchi Karl Weidmann Heinrich Scheller Emile Ess Walter Leiser                      | USA Estados Unidos Carl Lovested Alvin Ulbrickson Richard Wahlstrom Matthew Leanderson Albert Rossi         |
| Melbourne 1956 (detalhes)        | ITA Itália Albert Winkler Romano Sgheiz Angelo Vanzin Franco Trincavelli Ivo Stefanoni                      | SWE Suécia Olle Larsson Gösta Eriksson Ivar Aronsson Evert Gunnarsson Bertil Göransson                | FIN Finlândia Kauko Hänninen Reino Poutanen Veli Lehtelä Toimi Pitkänen Matti Niemi                         |
| Roma 1960 (detalhes)             | EUA Equipe Alemã Unida Gerd Cintl Horst Effertz Klaus Riekemann Jürgen Litz Michael Obst                    | FRA França Robert Dumontois Claude Martin Jacques Morel Guy Nosbaum Jean Klein                        | ITA Itália Fulvio Balatti Romano Sgheiz Franco Trincavelli Giovanni Zucchi Ivo Stefanoni                    |
| Tóquio 1964 (detalhes)           | EUA Equipe Alemã Unida Peter Neusel Bernhard Britting Joachim Werner Egbert Hirschfelder Jürgen Oelke       | ITA Itália Renato Bosatta Emilio Trivini Giuseppe Galante Franco De Pedrina Giovanni Spinola          | NED Países Baixos Alex Spinola Jan van de Graaff Freek van de Graaff Bobbie van de Graaf Marius Klumperbeek |
| Cidade do México 1968 (detalhes) | NZL Nova Zelândia Dick Joyce Ross Collinge Dudley Storey Warren Cole Simon Dickie                           | GDR Alemanha Oriental Peter Kremtz Manfred Gelpke Roland Göbler Klaus Jacon Dieter Semetzky           | SUI Suíça Denis Oswald Peter Bolliger Hugo Waser Jakob Grob Gottlieb Fröhlich                               |
| Munique 1972 (detalhes)          | FRG Alemanha Ocidental Peter Berger Hans-Johann Färber Gerhard Auer Alois Bierl Uwe Benter                  | GDR Alemanha Oriental Dietrich Zander Reinhard Gust Eckhard Martens Rolf Jobst Klaus-Dieter Ludwig    | TCH Checoslováquia Otakar Mareček Karel Neffe Vladimír Jánoš František Provazník Vladimír Petříček          |
| Montreal 1976 (detalhes)         | URS União Soviética Vladimir Eshinov Nikolai Ivanov Mikhail Kuznetsov Aleksandr Klepikov Aleksandr Lukyanov | GDR Alemanha Oriental Andreas Schulz Rudiger Kunze Walter Diessner Ullrich Diessner Johannes Thomas   | FRG Alemanha Ocidental Johann Faerber Ralph Kubail Siegfried Fricke Peter Niehusen Hartmut Wenzel           |
| Moscou 1980 (detalhes)           | GDR Alemanha Oriental Dieter Wendisch Ullrich Diessner Walter Diessner Gottfried Dohn Andreas Gregor        | URS União Soviética Artūrs Garonskis Dimants Krišjānis Dzintars Krišjānis Žoržs Tikmers Juris Bērziņš | POL Polônia Grzegorz Stellak Adam Tomasiak Grzegorz Nowak Ryszard Stadniuk Ryszard Kubiak                   |
| Los Angeles 1984 (detalhes)      | GBR Grã-Bretanha Richard Budgett Martin Cross Adrian Ellison Andy Holmes Steve Redgrave                     | USA Estados Unidos Edward Ives Thomas Kiefer Michael Bach Greg Springer John Stillings                | NZL Nova Zelândia Brett Hollister Kevin Lawton Barrie Mabbott Don Symon Ross Tong                           |
| Seul 1988 (detalhes)             | GDR Alemanha Oriental Bernd Niesecke Hendrik Reiher Karsten Schmelling Bernd Eichwurzel Frank Klawonn       | ROU Romênia Dimitrie Popescu Ioan Snep Vasile Tomoiagă Ladislav Lovrenski Valenti Robu                | NZL Nova Zelândia Chris White Ian Wright Andrew Bird Greg Johnston George Keys                              |
| Barcelona 1992 (detalhes)        | ROU Romênia Iulică Ruican Viorel Talapan Dimitrie Popescu Dumitru Răducanu Nicolaie Țaga                    | GER Alemanha Ralf Brudel Uwe Kellner Thoralf Peters Karsten Finger Hendrik Reiher                     | POL Polônia Wojciech Jankowski Maciej Lasicki Jacek Streich Tomasz Tomiak Michał Cieślak                    |

### Quatro com inriggers
| Evento                    | Ouro                                                                                | Prata                                                                                        | Bronze                                                                              |
| ------------------------- | ----------------------------------------------------------------------------------- | -------------------------------------------------------------------------------------------- | ----------------------------------------------------------------------------------- |
| Estocolmo 1912 (detalhes) | DEN Dinamarca Ejler Allert Christian Hansen Carl Møller Carl Pedersen Poul Hartmann | SWE Suécia Ture Rosvall William Bruhn-Möller Conrad Brunkman Herman Dahlbäck Wilhelm Wilkens | NOR Noruega Claus Høyer Reidar Holter Magnus Herseth Frithjof Olstad Olav Bjørnstad |

### Quatro sem leve
| Evento                  | Ouro                                                                         | Prata                                                                             | Bronze                                                                              |
| ----------------------- | ---------------------------------------------------------------------------- | --------------------------------------------------------------------------------- | ----------------------------------------------------------------------------------- |
| Atlanta 1996 (detalhes) | DEN Dinamarca Victor Feddersen Niels Henriksen Thomas Poulsen Eskild Ebbesen | CAN Canadá Brian Peaker Jeffrey Lay Dave Boyes Gavin Hassett                      | USA Estados Unidos Marc Schneider Jeff Pfaendtner David Collins William Carlucci    |
| Sydney 2000 (detalhes)  | FRA França Laurent Porchier Jean-Christophe Bette Yves Hocde Xavier Dorfmann | AUS Austrália Simon Burgess Anthony Edwards Darren Balmforth Robert Richards      | DEN Dinamarca Søren Madsen Thomas Ebert Eskild Ebbesen Victor Feddersen             |
| Atenas 2004 (detalhes)  | DEN Dinamarca Thor Kristensen Thomas Ebert Stephan Mølvig Eskild Ebbesen     | AUS Austrália Glen Loftus Anthony Edwards Ben Cureton Simon Burgess               | ITA Itália Lorenzo Bertini Catello Amarante Salvatore Amitrano Bruno Mascarenhas    |
| Pequim 2008 (detalhes)  | DEN Dinamarca Thomas Ebert Morten Jørgensen Eskild Ebbesen Mads Andersen     | POL Polônia Lukasz Pawlowski Bartlomiej Pawelczak Milosz Bernatajtys Pawel Randa  | CAN Canadá Iain Brambell Jon Beare Mike Lewis Liam Parsons                          |
| Londres 2012 (detalhes) | RSA África do Sul James Thompson Matthew Brittain John Smith Sizwe Ndlovu    | GBR Grã-Bretanha Peter Chambers Rob Williams Richard Chambers Chris Bartley       | DEN Dinamarca Kasper Winther Jørgensen Morten Jørgensen Jacob Barsøe Eskild Ebbesen |
| Rio 2016 (detalhes)     | SUI Suíça Lucas Tramèr Simon Schürch Simon Niepmann Mario Gyr                | DEN Dinamarca Jacob Barsøe Jacob Larsen Kasper Winther Jørgensen Morten Jørgensen | FRA França Franck Solforosi Thomas Baroukh Guillaume Raineau Thibault Colard        |